# عبدالعلی آل‌بویه لنگرودی
عبدالعلی آل‌بویه لنگرودی ریاست دانشگاه بین‌المللی امام خمینی (ره) را از سال ۱۳۸۸ تا ۱۳۹۲ بر عهده داشت. وی همچنین دانشیار زبان و ادبیات عربی در دانشکده علوم انسانی این دانشگاه است. وی فارغ‌التحصیل رشته ادبیات عربی از دانشگاه تهران است. وی سرانجام در آذر ماه ۱۳۹۲ پس از بازدید هیئت ارزیابی وزارت علوم، در حالی که با توجه به فضای دانشگاه برکناری خود را قطعی می‌دید از سمت خود استعفا داد.

## اسلامی‌کردن دانشگاه‌ها
وی از طرفداران اسلامی‌کردن دانشگاه‌ها به وسیله تأسیس دانشگاه‌های تک جنسیتی و نه به وسیله دیوار است. او در مصاحبه‌ای با یک روزنامه محلی گفت: «با واژهٔ تفکیک جنسیتی مخالفم». او در ادامه یادآور شد: «نظام آموزش عالی کشور می‌تواند با افزایش تاسیس دانشگاه‌های تک‌جنسیتی در کشور موجب ایجاد سلامت روحی جوانان شود».

## استعفا
به فاصله چند ماه پس از روی کار آمدن دولت حسن روحانی، اعتراضات به ادامه حضور آل‌بویه بر کرسی ریاست دانشگاه بین‌المللی امام خمینی بالا گرفت. در همین راستا دانشجویان با راه اندازی یک کمپین اینترنتی از وزارت علوم خواستند او را برکنار کند. همچنین دانشجویان با تهیه طوماری که به امضای حدود دو هزار دانشجو رسیده بود، از وزیر علوم خواستار برکناری رئیس دانشگاه بین‌المللی امام خمینی (ره) شدند. سرانجام در آذر ۹۲ وزارت علوم با ارسال هیئتی درصدد پاسخگویی به مطالبات دانشجویان برآمد. هیاتی که از سوی دکتر رضا فرجی دانا، وزیر علوم، تحقیقات و فناوری، روز شنبه ۹ آذر برای بررسی جامع وضعیت دانشگاه و تهیه گزارشی کامل از مشکلات و نحوه عملکرد مدیریت دانشگاه و بخش‌های مختلف، در این دانشگاه مستقر شد. در همین روز جمعی از دانشجویان با تجمع در محوطه دانشگاه، شعارهایی علیه ریاست دانشگاه، معاون فرهنگی و مسئول حراست دانشگاه سر دادند و خواستار دیدار با هیئت اعزامی وزارت علوم، تحقیقات و فناوری شدند. این هیئت به ملاقات با تشکلهای دانشجویی این دانشگاه از جمله برخی اعضای تشکلهای منحل شدهٔ اصلاح‌طلب پرداخت. ساعتی پس از بازگشت هیئت ارزیابی وزارت علوم، آل‌بویه از سمت خود استعفا نمود. گزارشات حکایت از شادی دانشجویان پس از استعفا و پخش شیرینی توسط آنها داشت.

### استعفانامه
آل‌بویه در نامه استعفای خود به‌طور تلویحی از اعزام هیئت ارزیابی انتقاد کرد و به رضا فرجی‌دانا، وزیر علوم، یادآوری کرد: "فرصت کوتاهی را دراختیار دارید، با اعزام این هیئت‌ها که نتیجهٔ کارشان از پیش تعیین شده است هدر ندهید." وی از کنار گذاشتن مدیران دولت احمدی‌نژاد گله کرد و افزود: "جناب آقای وزیر! آیا مدیرانی که در طول هشت سال دشوار جنگ نرم و فشار‌ها و تحریم‌های ظالمانه دشمن، اداره دانشگاه‌ها در دولت‌های نهم و دهم را به عهده داشتند، هیچ نقطهٔ روشنی در کارنامه ندارند که چنین موجب بی مهری شما و همکاران شما قرار می‌گیرند!"